# Offignies
 Offignies  es una comuna y población de Francia, en la región de Picardía, departamento de Somme, en el distrito de Amiens y cantón de Poix-de-Picardie.
Su población en el censo de 1999 era de 70 habitantes.
Está integrada en la Communauté de communes du Sud-Ouest Amiénois .

## Demografía
| 92 | 97 | 95 | 75 | 81 | 70 |
| Para los censos de 1962 a 1999 la población legal corresponde a la población sin duplicidades (Fuente: INSEE [Consultar]) |    |    |    |    |    |

- Datos: Q490008
- Multimedia: Offignies / Q490008

1. ↑  Worldpostalcodes.org, código postal n.º 80290.
2. ↑  INSEE, Datos de población para el año 2012 de Offignies (en francés).